# ميجا مان إكستريم
ميجا مان إكستريم (بالإنجليزية: Mega Man Xtreme)‏ ، وتسمى في النسخة اليابانية روك مان إكس: سايبر ميشين (Rockman X: Cyber Mission) (باليابانية: ロックマンX サイバーミッション) ، هي لعبة إلكترونية من نوع أكشن ومنصات ، أنتجتها شركة كابكوم اليابانية سنة 2000م.